# Biougnach
Biougnach est une entreprise marocaine spécialisée dans la distribution de produits électroménagers, électroniques et de mobilier. Fondée en 1973 à Meknès par Ahmed Biougnach, elle est considérée comme l'une des premières enseignes de distribution d'électroménager au Maroc.

## Historique
En 1973, Ahmed Biougnach crée l'entreprise à Meknès sous le nom d'Établissement Biougnach Ahmed. En 1991, une restructuration conduit à la création de Biougnach Équipement Sarl et à l'ouverture d'un premier point de vente moderne spécialisé à Meknès.

## Expansion
En 2016, Biougnach signe un partenariat avec le groupe immobilier Petra pour étendre sa présence dans d'autres villes marocaines, notamment Fès, Tanger, Marrakech et Agadir. En septembre 2022, l'entreprise inaugure un showroom à Bouskoura, renforçant ainsi sa présence dans la région de Casablanca.

## Réseau de distribution
Biougnach dispose de magasins dans des villes marocaines, dont Casablanca, Rabat, Salé, Oujda, Fès, Meknès, Tanger, Agadir et El Jadida.

## Chiffres clés
En 2015, l'entreprise a réalisé un chiffre d'affaires de 274,38 millions de dirhams, en hausse de 12% par rapport à l'année précédente.